# Yvonne Useldinger
Yvonne Useldinger (geborene Hostert; * 6. November 1921 in Steinfort; † 11. Februar 2009 in Esch-sur-Alzette) war eine luxemburgische Politikerin (KPL), Frauenfunktionärin und Widerstandskämpferin gegen den Nationalsozialismus.

## Leben
Yvonne Useldinger wuchs in Differdingen auf und schloss sich 1937 der Sozialistischen Jugend an. 1938 wurde sie Mitglied der Kommunistischen Partei Luxemburgs (KPL). 1940 heiratete sie Arthur Useldinger, eine der führenden Persönlichkeiten der KPL und des Widerstands in Luxemburg. 1941 wurde sie zum ersten Mal durch die Gestapo verhaftet, aufgrund fehlender Beweise musste sie jedoch wieder entlassen werden. Ein Jahr später wurde sie – mittlerweile  hochschwanger – zusammen mit ihren Eltern Alfons und Katharina Hostert und ihrem Bruder Walter erneut verhaftet. Ihre Tochter Fernande kam im Landgerichtsgefängnis Trier zur Welt. Ende Juni 1943 wurde sie ins KZ Ravensbrück verschleppt, wo sie später der illegalen Lagerorganisation angehörte.
Ihr Vater kam über das SS-Sonderlager bei Hinzert ins KZ Mauthausen, ihr Bruder ins KZ Dachau. Allein ihre Mutter wurde aus dem Gefängnis entlassen und nahm sich der Pflege ihres kleinen Enkelkindes an.
Yvonne Useldinger musste in einem Büro der 1942 eingerichteten Siemensfertigungsstätte im KZ Ravensbrück arbeiten. Hier waren 1944 über 2000 Frauen und Mädchen eingesetzt, vorwiegend zum Wickeln von Spulen und zum Bau von Relais und Telefonen. Ab Dezember 1944 lebte sie in einer der Unterkunftsbaracken im neu erbauten Siemenslager Ravensbrück, direkt neben der Fertigungsstätte. Yvonne Useldinger beteiligte sich dort an Sabotageaktionen und half, verfolgte Häftlinge zu verstecken. Bei Siemens organisierte sie sich Papier und Stifte, um Skizzen vom Lageralltag und Porträts von Mitgefangenen anzufertigen. Gemeinsam mit vier Frauen verfasste sie die „Zehn Gebote für illegal organisierte Häftlinge“. Dies waren Verhaltensregeln von politisch organisierten Gefangenen für gemeinschaftliches Leben und Überleben im KZ, die die Beteiligten an vertrauenswürdige Gefangene weitergaben. Im Dezember 1944 begann Yvonne Useldinger, heimlich Tagebuch zu schreiben.
Kurz vor der Befreiung des KZ Ravensbrück durch die Rote Armee wurde sie Ende April 1945 durch das Schwedische Rote Kreuz nach Schweden evakuiert (Aktion „Bernadotte“). Dabei gelang es ihr, die Skizzen und ihr Tagebuch herauszuschmuggeln. Diese gehören zu den wenigen geretteten Originaldokumenten aus dem KZ Ravensbrück.
Im Juli 1945 kehrte sie zu ihrer Familie nach Luxemburg zurück. Hier gehörte sie im selben Jahr zu den Mitbegründerinnen des Frauenverbandes Union des Femmes Luxembourgeoises (UFL), dessen Präsidentin sie 1974 wurde. Auch engagierte sie sich wieder in der Kommunistischen Partei Luxemburgs. Sie setzte sich für die Chancengleichheit von Frauen ein und gründete das Luxemburgische Ravensbrückkomitee mit.